# Another Bible
Another Bible (アナザバイブル) est un jeu vidéo de rôle développé par DiCE et édité par Atlus, sorti sur Game Boy le 2 mars 1995 exclusivement au Japon. C'est un spin-off de la série Last Bible.

## Synopsis
Il était une fois une grande guerre entre les humains et les démons. Après de longues batailles, les deux camps parvinrent à un accord et instaurèrent la paix. Mais à présent, les choses commencent à changer. Un culte démoniaque gagne en popularité, et les démons ne souhaitent plus vivre en paix avec les humains. Seul Rashiel, le Héros du jeu, aidé par l'héroïne (sans nom) que le héros a sauvé des bandits, et d'autres alliés, sont capable de rétablir la paix sur la planète.

## Système de jeu
L’héroïne possède une capacité spéciale : elle peut parler aux monstres rencontrés lors des combats et les persuader de rejoindre son équipe. Le joueur peut stocker ces monstres, les collectionner et les invoquer lors des batailles. Les monstres sont divisés en différentes races et espèces. Par ailleurs, le jeu utilise un système de combat au tour par tour classique avec des combats tactiques, semblable à celui des jeux Shining Force. 
De nouveaux membres rejoignent régulièrement l'équipe du joueur et peuvent être sélectionnés pour participer à des missions lors d'intermissions. Avant chaque mission, le joueur choisit quels membres de l’équipe déployer et quels objets ils portent (chaque membre peut transporter une arme et un objet spécial). Les batailles sont remportées en utilisant une combinaison d’attaques physiques, de magie et d’objets pour atteindre un objectif précis.

## Réception
Le jeu a reçu la note de 5,6 sur SensCritique.
Kurt Kalata de Hardcore Gaming 101 a trouvé les déplacements un peu lents, et a souligné les problèmes graphiques. Patrick Gann de RPGFan a trouvé que la musique manquait de complexité et d'impact, contrairement aux bandes-son de Last Bible I et II.